# Rivière Indian (rivière Mississippi)
La rivière Indian est une rivière dans le comté de Lanark dans l'est de l'Ontario au Canada. Elle fait partie du bassin hydrographique de la rivière des Outaouais.

## Cours
La rivière naît  d'un lac sans nom dans le canton géographique de Lavant dans la municipalité de  Lanark Highlands (en). Il coule vers l'est dans le canton géographique de Darling, sous la route de comté 511 de Lanark près de la colonie de White, tourne vers le sud-est, passe par la colonie de Halls Mills à la frontière du canton géographique de Lanark et atteint le lac Clayton, où il reçoit les eaux du lac Taylor. La rivière traverse le canton géographique de Ramsay dans la municipalité de Mississippi Mills sur le lac et quitte le barrage du lac Clayton au hameau de Clayton. Il se dirige vers le nord-est, prend l'affluent droit du ruisseau Union Hall et traverse la zone de conservation du moulin de Kintail, qui abrite un ancien moulin à farine et l'ancienne maison du médecin, sculpteur et natif du canton de Ramsay, R. Tait McKenzie . Le moulin abrite un musée consacré à Mackenzie et à un autre célèbre natif du canton de Ramsay, l'inventeur du basket -ball James Naismith . La rivière atteint ensuite son embouchure à la rivière Mississippi, 1,4 kilomètre (0,9 mi) en amont de l'agglomération de Blakeney ; le Mississippi coule via la rivière des Outaouais jusqu'au fleuve Saint-Laurent.

## Affluents
- Ruisseau Union Hall (à droite)